# Macrodactyla doreensis

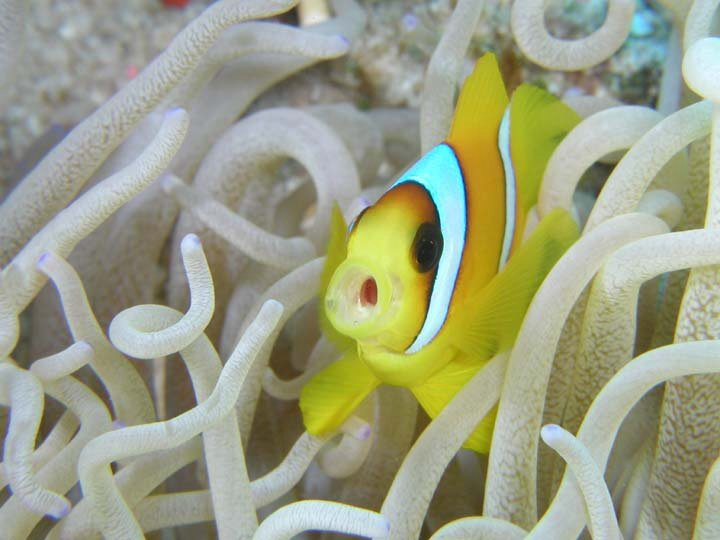
Pez payaso Amphiprion en M. doreensis

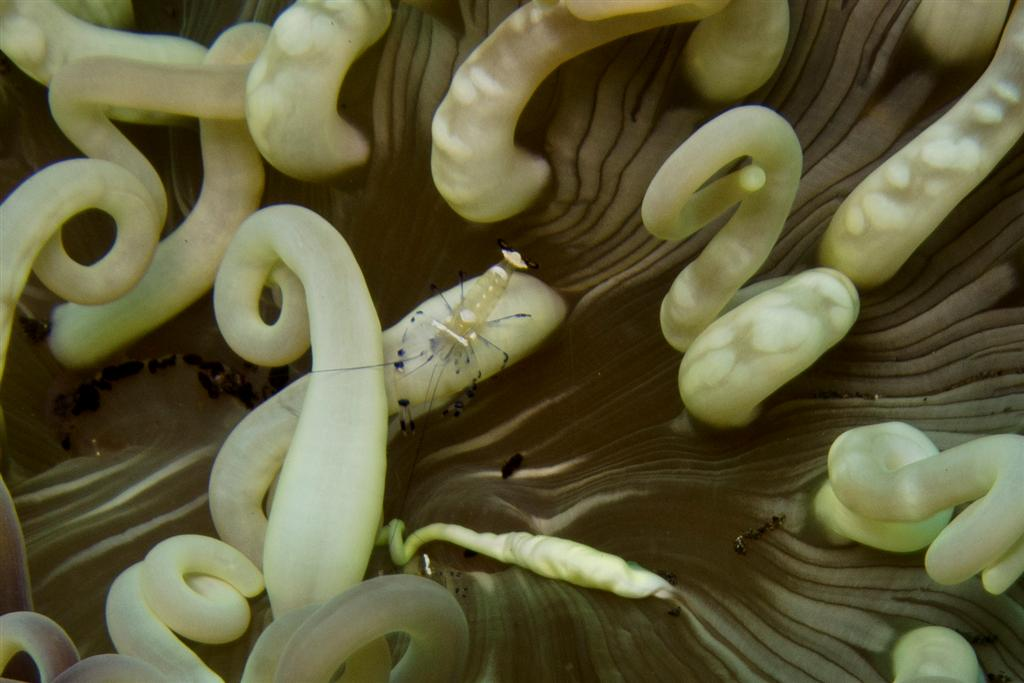
Detalle de disco oral y tentáculos de M. doreensis

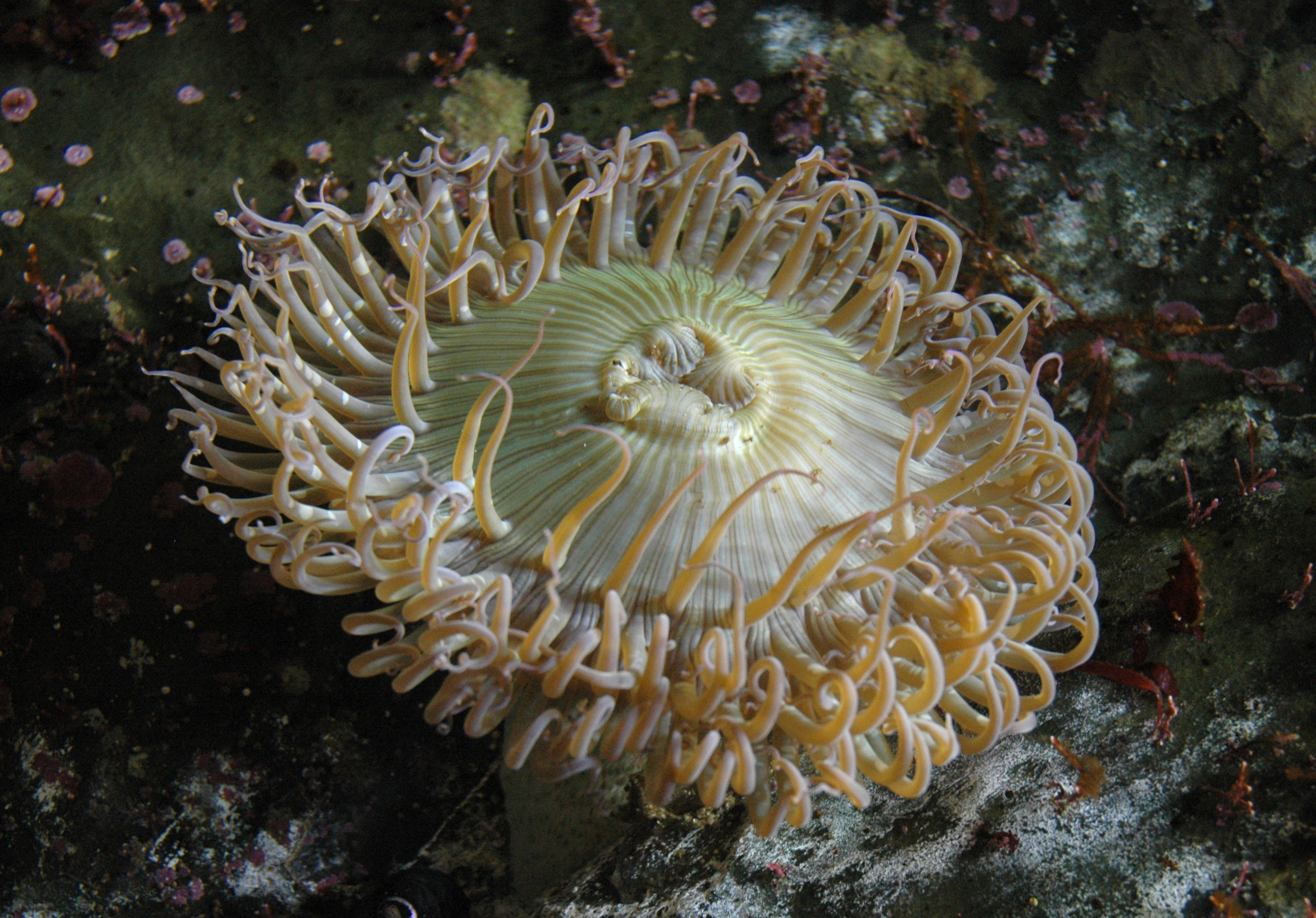
M. doreensis en el Acuario de Monterey

Macrodactyla doreensis es una especie de anémona de mar, perteneciente a la familia Actiniidae, y de las denominadas hospedantes, que realizan simbiosis con otros animales, en su caso con varias especies de peces payaso (género Amphiprion): Amphiprion clarkii, Amphiprion perideraion y Amphiprion polymnus, los cuales inhiben la liberación de las células urticantes que poseen sus tentáculos estableciendo una relación de convivencia. 
De esta manera, los payasos se protegen de sus predadores entre los tentáculos urticantes de la anémona, y esta se beneficia de la limpieza de su disco oral y tentáculos como consecuencia de los continuos movimientos de los peces, así como de presas que estas especies hospedadas aproximan, en ocasiones, a la boca de la anémona. 
También hospedan peces damisela como Dascyllus trimaculatus, y gambas del género Periclimenes.
Su nombre común en inglés es long tentacle anemone, anémona de tentáculos largos o sand anemone, anémona de arena.

## Morfología
Su cuerpo es cilíndrico y de color pardusco, rojo amarronado o naranja; jalonado de grandes protuberancias de color blanco. Su extremo basal es un disco plano que funciona como pie, el disco pedal, y su extremo apical es el disco oral, el cual tiene la boca en el centro, y alrededor tentáculos compuestos de cnidocitos, células urticantes provistas de neurotoxinas paralizantes en respuesta al contacto. La anémona utiliza este mecanismo para evadir enemigos o permitirle ingerir presas más fácilmente hacia la cavidad gastrovascular. Los tentáculos pueden ser de color blanco, crema, rosado o púrpura.
Los tentáculos son largos, con la punta redondeada y cónicos. Son muy numerosos y están más separados que en otras anémonas. Miden unos 18 cm de largo. Los tentáculos de la zona exterior al disco oral, son considerablemente más pequeños.
Esta especie alcanza los 50 cm de diámetro.
A través de un canal denominado sifonoglifo, presente en la boca, la anémona introduce permanentemente agua al interior del cuerpo con el objeto de mantener las concentraciones de oxígeno. Esa agua es a su vez expulsada por la boca, realizando una acción continúa de toma y salida de agua.
Cuando el animal es molestado o  se mantiene en malas condiciones, se contrae sobre sí mismo logrando enterrarse casi al completo en la arena. El disco oral, una vez enterrado el animal, se muestra a ras del sustrato.

## Hábitat y distribución
Suelen habitar en aguas soleadas de lagunas y bahías de arrecife, con su columna enterrada en el sedimento, en suelos arenosos o grietas de rocas. Se suele encontrar por encima de 5 m de profundidad, aunque también se ha encontrado a más de 15 m.
Se las encuentra en aguas tropicales y subtropicales del océano Indo-Pacífico, desde Japón, Filipinas, Indonesia, Australia y Nueva Guinea.

## Alimentación
Las anémonas contienen algas simbióticas; mutualistas (ambos organismos se benefician de la relación) llamadas zooxantelas. Las algas realizan la fotosíntesis produciendo oxígeno y azúcares, que son aprovechados por las anémonas, y se alimentan de los catabolitos de la anémona (especialmente fósforo y nitrógeno). No obstante, las anémonas se alimentan tanto de los productos que generan estas algas (entre un 75 y un 90 %), como de las presas de zooplancton o peces, que capturan con sus tentáculos.

## Reproducción
Las anémonas se reproducen tanto asexualmente, por división, en la que el animal se divide por la mitad de su boca formando dos clones; o utilizando glándulas sexuales, encontrando un ejemplar del sexo opuesto. En este caso, se genera una larva plánula ciliada que caerá al fondo marino y desarrollará un disco pedal para convertirse en una nueva anémona.

## Mantenimiento
Es una especie no muy difícil de mantener en cautividad, sin olvidar que se trata de una anémona. Requiere acuarios maduros, con, al menos, 12 meses de funcionamiento. Necesita iluminación alta y corriente de moderada a fuerte. El acuario debe contar con sustrato arenoso y roca viva, para que pueda enterrar su pie.
Algunos de sus predadores son otras anémonas, nudibranquios, estrellas de mar, peces ángel y peces mariposa.
Dada su movilidad y sus tentáculos urticantes, si convive con  estrellas,  discosomas, anémonas o nudibranquios, hay que vigilar para evitar agresiones.